# Running Out of Luck
Running Out of Luck es una película de aventuras estadounidense de 1987 dirigida por Julien Temple y protagonizada por Mick Jagger.

## Sinopsis
Un cantante de rock se dirige a Río de Janeiro para grabar allí un vídeo musical acompañado de su esposa. Sin embargo sus planes se ven truncados cuando es secuestrado y aparentemente rescatado por la dueña de una plantación de bananos, quien lo usa como trabajador en su plantación y como esclavo sexual. Allí conoce a una prostituta que lo ayuda a escapar de vuelta a Río.

## Reparto
| Actor          | Personaje  |
| -------------- | ---------- |
| Mick Jagger    | Mick       |
| Rae Dawn Chong | Esclava    |
| Dennis Hopper  | Director   |
| Jerry Hall     | Ella misma |